# Der Clown
Der Clown
(El payaso en España) es una producción de la televisión alemana, de la estación RTL. Su primera aparición fue el 3 de noviembre de 1996. La película que lanzó la serie más adelante, llegó a 10,06 millones de alemanes. Debido a los altos índices de audiencia de la película para televisión hubo de 1996 a 2000, una serie de televisión. La película y la serie se rodaron en Düsseldorf y en Colonia. Fue dirigida por Hermann Joha.
En marzo de 2005 llegó la película The Clown - Día de Pago, basada en la serie, a los cines. La acción transcurre en el año 2008, en el cual Claudia Diehl ha estado muerta durante cuatro años. Fue galardonada con el premio Taurus World Award Truco 2005 en la categoría "Mejor Actuación en una Película Extranjera".

## Sinopsis
Para vengar el asesinato de su mejor amigo por medio de un coche bomba, el agente Max Zander (Sven Martinek) asume la identidad de El payaso, usando una máscara de payaso para luchar contra el crimen. Max tiene el apoyo de dos amigos: Claudia Diehl (periodista) y 'Dobbs' Tobias Steiger (piloto de helicóptero). Cuando la gente los necesita, están los tres allí y participan en los nuevos casos.
A diferencia de otras producciones televisivas, Der Clown, no es una serie de detectives clásica, sino una serie de acción trepidante. El personaje principal es un héroe que se dedica a defender el bien y lucha contra los malos, a veces utilizando métodos no convencionales. Todos los días, el protagonista, Max Zander, tiene que enfrentarse a narcotraficantes internacionales, secuestradores y mafiosos.
En su lucha contra los criminales, Max Zander, además de una máscara de payaso con la que asume una identidad diferente, tiene otros recursos, como la ayuda de los colegas; Claudia, una reportera de televisión, y Debbs, un piloto de helicóptero. La primera vez que Max utilizó la máscara de payaso fue durante la investigación del asesinato de su mejor amigo, una situación que le permitió tomar venganza sin ser reconocido.

## Reparto
| Actor                    | Personaje              | Temporadas | Episodios | Años      |
| ------------------------ | ---------------------- | ---------- | --------- | --------- |
| Sven Martinek            | Max Zander (-Hecker)   | 1–4        | 1–44      | 1996–2001 |
| Diana Frank              | Claudia Diehl          | 1–4        | 1–44      | 1996–2001 |
| Volkmar Kleinert         | Joseph Ludowski        | 1–2        | 1–16      | 1996–1999 |
| Thomas Anzenhofer        | Tobias "Dobbs" Steiger | 1–4        | 1–44      | 1996–2001 |
| Andreas Schmidt-Schaller | Comisario Führmann     | 1–4        | 1–33      | 1998–2000 |
| Max Müller               | Policía Chris Bürent   | 1          | 1–6       | 1998      |